# Begonia symsanguinea
Begonia symsanguinea là một loài thực vật có hoa trong họ Thu hải đường. Loài này được L.L.Forrest & Hollingsw. mô tả khoa học đầu tiên năm 2003.